# Monoleptophaga caldwelli
Monoleptophaga caldwelli är en tvåvingeart som beskrevs av Baranov 1938. Monoleptophaga caldwelli ingår i släktet Monoleptophaga och familjen parasitflugor. Inga underarter finns listade i Catalogue of Life.